# Lepturges anceps
Lepturges anceps là một loài bọ cánh cứng trong họ Cerambycidae.